# هاینریش سوتر

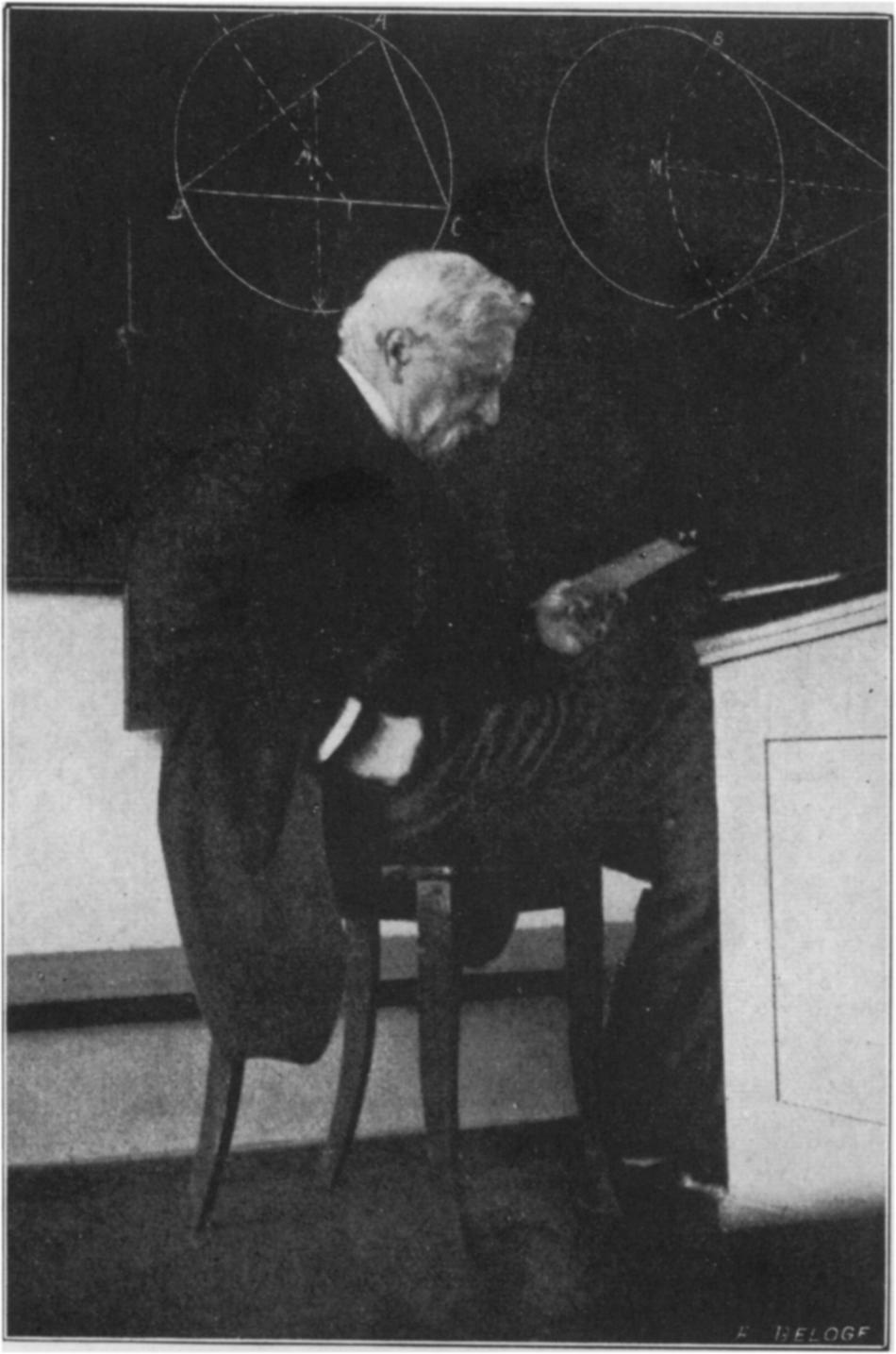
هاینریش زوتر، تاریخ‌نگار و پژوهش‌گر ریاضی - ۱۹۲۳

هاینریش زوتر  به تلفظ صحیح آلمانی، ولی معروف به سوتر در ایران (به آلمانی: Heinrich Suter) (زاده ۴ ژانویه ۱۸۴۸ در هدینگن-درگذشته ۱۷ مارس ۱۹۲۲ در درناخ) تاریخ‌نگار و پژوهش‌گر تاریخ ریاضی بود. او بیشتر به دلیل پژوهش‌هایش درباره ریاضیات در خاورمیانه مشهور است.

## زندگینامه
هاینریش سوتر در سال ۱۸۴۸ در هدینگن سویس زاده شد. پدرش کشاورزی بود که اسب‌های پست هم پرورش می‌داد. سوتر تحصیلاتش را در زوریخ و برلین انجام داد و در سال ۱۸۷۱ از زوریخ دکترای تاریخ ریاضی گرفت. موضوع تز دکترای او «تاریخ علوم ریاضی از روزگاران کهن تا سده ۱۶ میلادی، بخش یکم» نام داشت. این تز به صورت کتابی به چاپ رسید و چنانکه از نامش پیدا است بخش نخست یک پژوهش تاریخی بود. بخش دوم این پژوهش با نام «تاریخ علوم ریاضی از آغاز سده هفدهم تا نزدیک پایان سده هجدهم» در سال ۱۸۷۵ به چاپ رسید. سوتر پس از آن تا نزدیک ۱۰ سال مقاله جدیدی ننوشت اما از سال ۱۸۸۶ آغاز به یادگیری زبان عربی کرد. او علاوه بر عربی به زبان‌های فارسی و ترکی هم تا حدی تسلط داشت. سوتر پژوهش‌های دامنه‌داری درباره ریاضیات شرق انجام داد. از جمله کارهای او عبارتند از: ریاضیات در دانشگاه‌های قرون وسطی (۱۸۸۷) فهرست ریاضیدانان در فهرست ابن ندیم(۱۸۹۲) و جدول‌های نجومی محمد ابن موسی خوارزمی (۱۹۱۴).
از آنجا که از مهمترین کار ستاره‌شناسی خوارزمی زیج «سندهند» تنها ۲ صورت باقی‌مانده بود و اصل آن از میان رفته بود، سوتر ترجمه‌های لاتین این اثر را جمع‌آوری و در سال ۱۹۱۴ زیر نام «جدول‌های نجومی محمد ابن موسی خوارزمی» به چاپ رساند. سوتر پژوهش‌هایی درباره ریاضیدانان دیگر ایرانی همچون بیرونی، بوزجانی و نیریزینیز انجام داده است. هاینریش سوتر در ۱۷ مارس ۱۹۲۲ درگذشت.